# Sinopoda mat
Sinopoda mat – gatunek pająka z rodziny spachaczowatych i podrodziny Heteropodinae.

## Taksonomia
Gatunek ten opisany został po raz pierwszy w 2020 roku przez Elenę Grall i Petera Jägera na łamach „Zootaxa”. Jako miejsce typowe wskazano pobrzeża jeziora Tahng Hen na terenie wietnamskiej prowincji Cao Bằng. Epitet gatunkowy pochodzi od wietnamskiego mắt, oznaczającego „oko” i nawiązuje do obecności wszystkich par oczu u tego pająka.

## Morfologia
Jedyny zmierzony okaz jest samicą o ciele długości 13,2 mm przy prosomie długości 6,1 mm i szerokości 5,1 mm. U okazu przechowywanego w alkoholu karapaks jest żółtawoczerwony z żółtawobrązowymi częściami przednio-bocznymi, szczękoczułki są rudobrązowe, nogogłaszczki żółtobrązowe z rudobrązowymi nadstopiami i goleniami, sternum żółte z brązowymi brzegami, odnóża żółte z żółtobrązowymi nadstopiami i stopami, natomiast opistosoma (odwłok) z wierzchu i od spodu żółtawobiała, a po bokach żółta. Oczy wszystkich par są obecne, acz zredukowane rozmiarami. Szczękoczułki mają trzy zęby na krawędzi przedniej i cztery na tylnej. Genitalia samicy mają niemal tak szerokie jak długie pole epigynalne z dwoma długimi pasmami przednimi i dwoma sensillami szczeliniastymi, przegrodę pośrodku szerszą niż z przodu, płaty boczne zlane bez wcięcia na tylnej krawędzi, przewody zapładniające szerokie i krótkie oraz wyrostki gruczołowe szerokie i lekko zakrzywione. Całkowicie zrośnięte wzdłuż linii środkowej spermateki mają część tylną zakrzywioną bocznie pod kątem prostym, pośrodku zaopatrzoną w szersze niż dłuższe, kulistawe wzgórki.

## Rozprzestrzenienie
Pająk orientalny, endemiczny dla Wietnamu, znany tylko z lokalizacji typowej na terenie prowincji Cao Bằng.